# Rafael Duque
Rafael da Silva Neves Duque GCC (Torres Novas, Chancelaria, Mata, 3 de Fevereiro de 1893 (tendo sido batizado a 23 de Fevereiro de 1893) — Freguesia das Mercês, Lisboa, 28 de Abril de 1969), mais conhecido por Rafael Duque, foi um advogado e proprietário agrícola, dirigente associativo e político ligado ao regime do Estado Novo.
Entre outras funções de relevo, foi membro da direcção da Federação dos Vinicultores do Centro e Sul de Portugal (1936-1937), deputado à Assembleia Nacional e procurador à Câmara Corporativa, presidente da Câmara Municipal da Chamusca, ministro da Agricultura e ministro da Economia, tendo neste penúltimo cargo assumido um papel preponderante no estabelecimento das políticas agrária e cerealífera do Estado Novo e na continuação das campanhas do trigo (a primeira realizou-se em 1929). Foi ainda Governador do Banco de Portugal.

## Biografia
Rafael Duque nasceu no lugar da Mata, freguesia de Chancelaria, no concelho de Torres Novas, filho de João da Silva Duque, proprietário rural, e de Ana Rosa das Neves, doméstica.
Licenciou-se em Direito na Faculdade de Direito da Universidade de Coimbra, onde conheceu António de Oliveira Salazar, seu professor de Economia e apenas quatro anos mais velho, com quem estabeleceu duradouros laços de amizade.
Concluído o curso instalou-se como advogado na comarca de Torres Novas, exercendo advocacia em Torres Novas, Golegã, Tomar e Santarém. Casou em Lisboa a 4 de Julho de 1920 com Maria Rosa de Oliveira, natural do Chouto, Chamusca, passando o casal a ser proprietário de uma das mais importantes casas agrícolas do concelho da Chamusca.
Com interesse pela política e de pendor conservador, na vigência da Primeira República Portuguesa por diversas vezes no período de 1920 a 1924, exerceu o cargo de chefe do gabinete do Ministro do Trabalho Júlio Ernesto de Lima Duque, de quem era primo. Nessa época foi ainda governador civil do Distrito de Leiria (1924) e militante do Partido Nacionalista, em cujas listas foi candidato a deputado ao Congresso da República (1925).
Foi Presidente da Câmara Municipal da Chamusca (1926-1929), tendo nessas funções apoiado o golpe de 28 de Maio de 1926 e a instauração do regime da Ditadura Nacional. A sua influência foi fundamental para a restituição da freguesia de Vale de Cavalos ao concelho da Chamusca, pondo termo ao polémico período de sete anos em que esta freguesia esteve integrada no novo concelho de Alpiarça (criado e ampliado por influência de José Relvas, importante político republicano, com residência em Alpiarça, Casa dos Patudos). Durante a sua presidência, o concelho conheceu grande progresso, nomeadamente em infraestruturas como o abastecimento de água e a distribuição de energia elétrica. Foi também influente no âmbito do associativismo agrícola, exercendo as funções de diretor da Federação dos Viticultores do Centro e Sul de Portugal.
A sua ligação à agricultura, a sua influência nas associações agrícolas e ligação pessoal a António de Oliveira Salazar levou a que em 1934, na fase de arranque do Estado Novo, fosse convidado para o cargo de Ministro da Agricultura. Teve como chefe de gabinete ao agrónomo Domingos Rosado Victória Pires. Nessas funções, inicia um conjunto de medidas inovadoras, as primeiras medidas de política agrária e fundiária do novo regime visando a modernização da agricultura portuguesa e o desenvolvimento de um plano florestal para Portugal. A sua ação política esteve na origem da plantação do Parque Florestal de Monsanto, em Lisboa. Impulsionador de numerosas reformas na legislação agrícola, Plano Hidráulico, a Lei da Reconstituição Económica e o Decreto de Fomento da Atividade Frutícola em 1935, a reorganização do Ministério da Agricultura com a criação da Junta de Colonização Interna (JCI) e o término da campanha de produção agrícola (Campanha do Trigo iniciadas em 1930) em 1936, a criação da Estação Agronómica Nacional em 1936,a Lei de Hidráulica Agrícola em 1937 e a Lei do Povoamento Florestal em 1938 .
A sua ação no Ministério da Agricultura foi notável, impondo um conjunto de reformas visando a auto-suficiência alimentar de Portugal, com destaque para o estabelecimento de um novo regime cerealífero assente numa política protecionista e de garantia de preços para os agricultores portugueses, de pendor neo-fisiocrático, e nas campanhas do trigo, ações de promoção da intensificação e modernização da cultura do trigo em Portugal, com destaque para o Alentejo.
A 16 de Janeiro de 1936 foi agraciado com a Grã-Cruz da Ordem Militar de Nosso Senhor Jesus Cristo.
Desde 1938 foi deputado à Assembleia Nacional sendo eleito, ao todo, para 3 legislaturas (II, III e IV, 1938-1949), passando quase metade dos seus mandatos como ministro do 7.º Governo da ditadura: ministro da Agricultura (23 de Outubro de 1934 a 28 de Agosto de 1940) e ministro da Economia (28 de Agosto de 1940 a 6 de Setembro de 1944). Foi ainda Procurador à Câmara Corporativa durante 6 legislaturas (IV, V, VI, VII, VIII, IX, 1945-1969).
Quando o deteriorar da situação política resultante da intensificação da Segunda Guerra Mundial obriga António de Oliveira Salazar a proceder a uma profunda remodelação do seu governo, a 28 de Agosto de 1940, Rafael Duque passa a superministro, assumindo a pasta de Ministro da Economia, numa formulação orgânica que incluiu naquele departamento as áreas do Comércio e Indústria, da qual foi ministro interino, num Governo em que Oliveira Salazar, para além da Presidência do Conselho de Ministros, acumulava as pastas das Finanças, dos Negócios Estrangeiros e da Guerra. Nas eleições gerais de 1942 foi reeleito para a Assembleia Nacional.
Desgastado pelas dificuldades do cargo em tempo de guerra, que causaram graves dificuldades económicas que se repercutiram nomeadamente no abastecimento público de bens essenciais como o pão e os combustíveis, abandonou o Governo a 24 de Novembro de 1944 e ocupou o lugar de deputado na Assembleia Nacional.
Para além das suas funções como deputado, foi progressivamente assumindo cargos de administração no sector bancário e financeiro do Estado: foi membro do conselho de administração da Caixa Geral de Depósitos (1945 a 1946); delegado do Governo junto do Banco Nacional Ultramarino (1950 a 1955) e 6.º governador do Banco de Portugal (1957 a 1963, ano em que atingiu o limite de idade para ocupar o cargo).
No período de 1958 a 1961 foi presidente da Corporação do Crédito e Seguros, uma das organizações do regime corporativo para as empresas e entidades sindicais do sector financeiro. Também por esta via, foi designado pelo Conselho Corporativo para Procurador à Câmara Corporativa, no caso na VII Legislatura.
Atingido o limite de idade e retirado da política ativa, com exceção do cargo de à Câmara Corporativa, que exerceu até falecer. No ano de 1965 regressou à Chamusca, estabelecendo-se na sua casa, retomando a gestão próxima da sua casa agrícola, tendo falecido a 28 de Abril de 1969, com 76 anos de idade.
Teve uma rua com o seu nome na Chamusca e tem outra em Lisboa. Na aldeia da Mata, freguesia de Chancelaria, concelho de Torres Novas, onde nasceu tem o seu nome no Largo Doutor Rafael Duque, junto à igreja paroquial de Santa Eufémia, bem como placa afixada na fachada da casa de família.